# Червоний екскаватор (завод)
Завод «Червоний екскаватор» (ПрАТ «АТЕК»)  — колишній машинобудівний завод у Києві існував у 1898 – 2012 роках. Один із найстаріших заводів Києва. За незалежної України перейменований на ЗАТ «АТЕК» і через розкрадання був збанкрутований, а тепер залишки заводу незаконно знищуються.

## Історія
Завод засновано в 1898 році як невеликий завод для виробництва сівалок.
У 1918 році він був об'єднаний з невеликим заводом чавунного литва фірми «Неедли і Унгерман» і випускав сільськогосподарські машини.
У 1934 році на заводі було виготовлено багатоковшовий кар'єрний МК-II.
У 1934 чи 1935 році завод було перейменовано в «Червоний екскаватор». Під час Другої світової війни завод був евакуйований, а після її завершення — відновлений. У 1944—1953 роках у відновленні заводу брали участь ув'язнені.
У період з 1947 року по 1948 рік за проектом архітектора Йосипа Каракіса було побудовано селище для робітників заводу «Червоний екскаватор».
З 1955 року завод спеціалізується на виробництві гідравлічних екскаваторів. З 1955 року завод став підприємством виробничого об'єднання, до якого входить ряд екскаваторних заводів. З цього часу завод почав виробляти багатоковшові
екскаватори, бетонозмішувачі, навантажувачі, трейлери та іншу техніку.
У першій половині 1950-х років завод «Червоний екскаватор» почав виробництво дренажних екскаваторів ЕТ-141, які використовувалися для викопування траншей під прокладання гончарних труб під заданим кутом. У 1957 році
завод «Червоний екскаватор» почав освоювати виробництво ЕТН-122 — першої в СРСР траншейної машини, базою для якої став колісний трактор «Білорусь». Модель оснащувалася плужковими робочими органами, що дозволяло відвалювати з траншеї виритий ґрунт.
У 1974 році в селищі Бородянка Київської області почалося будівництво філії заводу на базі Київського заводу «Червоний екскаватор» (пізніше більше відомий як Борекс – Бородянський екскаваторний).
Надалі завод був перейменований в «АТЕК» і став банкрутом.

## Історія банкрутства
Серпень 2012 року. Господарський суд міста Києва після майже восьмимісячної
судової тяжби визнав безперечні вимоги ПАТ «Київенерго» до ЗАТ «АТЕК» на суму 1,737
млн грн. У рамках порушеної наприкінці минулого року справи про банкрутство суд
призначив розпорядником майна ЗАТ Сергія Косякевича з Білої Церкви (Київська
обл.), роль якого в подальшій долі легендарного підприємства неочевидна і
сумнівна. Неодноразово в корпоративній історії України роль арбітражних
керуючих зводилася до доведення підприємств до «необхідної кондиції» в
інтересах прихованих інвесторів.
У червні 2014 року мажоритарним акціонером і головою наглядової ради став
Андрій Нагребельний. У вересні 2014 року суд змінив арбітражного керуючого на
підприємстві. Ним став Віктор Мікітьон, раніше відомий зв'язком з кількома
гучними банкрутствами. З моменту зміни арбітражного керуючого рух колишнього
гіганта машинобудування в «потрібні руки» прискорився.
У листопаді 2014 року підприємство було захоплене рейдерами за підтримки
озброєних людей у формі батальйону «Азов» і співробітників УВС Київської
області. З цього моменту ситуація навколо заводу «АТЕК» різко загострилася.
11 грудня комітет кредиторів підприємства вирішив розглянути результати
роботи Інвентаризаційної комісії та план санації підприємства 16 січня 2015
року.
23 грудня 2014 року Вищий господарський суд, всупереч логіці та інтересам
держави, не задовольнив касаційні скарги Державної податкової інспекції у
Святошинському районі міста Києва та представників Андрія Нагребельного (голова
наглядової ради ПрАТ «АТЕК»), залишивши в силі рішення господарських судів щодо
проведення санації та призначення керуючим санацією ПрАТ «АТЕК» Віктора
Мікітьона.

## Продукція
- МК-II
- Екскаватор Е-153
- Екскаватор ЕО-2621 (з ковшем 0,25 м3.) на базі тракторів ЮМЗ[3]
- ЕО-4321[9]
- Е-5015[9]